# The Gambler (película)
The Gambler  (El apostador en Hispanoamérica y El jugador en España) es una película del año 2014 dirigida por Rupert Wyatt. El guion de William Honahan está basado en la película de 1974 escrita por James Toback. Esta nueva versión, protagonizada por Mark Wahlberg como el personaje principal, se estrenó el 10 de noviembre de 2014 en el American Film Institute, y fue estrenada en cines en Estados Unidos el 25 de diciembre de 2014.

## Argumento
Jim Bennett es un profesor de literatura de Los Ángeles que utiliza el juego como una forma de autodestrucción. Termina debiéndole 200.000 dólares a Lee, el propietario de una exclusiva red clandestina de apuestas de alto riesgo, y otros 50.000 dólares a Neville Baraka, un usurero. Lee le da a Jim siete días para pagar sus deudas o será asesinado.
Durante una de sus clases, Jim inicia una discusión incómoda sobre la excelencia literaria usando a Shakespeare como ejemplo, argumentando que casi todos los escritores aspirantes no logran alcanzar la excelencia literaria. Jim destaca a los atletas ejemplares en su clase para discutir. El primero sería Dexter, una estrella emergente del tenis; luego se enfrenta a un estudiante estrella del baloncesto (Lamar Allen) que no presta atención en clase pero tiene la intención de jugar en la NBA. Jim expresa su visión extremista sobre cómo alcanzar la excelencia en el campo o la vocación de uno: «si no puedes ser ejemplar, razona, entonces es mejor que no lo intentes». Les dice que sólo Amy Phillips, una estudiante tranquila, es capaz de hacer carrera en la literatura. La identifica como una potencial prodigio de la escritura basándose en su trabajo en su clase, así como en haberla conocido anteriormente trabajando en secreto como camarera en la casa de juego clandestina. Desarrollan un interés mutuo el uno por el otro. 
Después de clase, Jim visita a su madre Roberta en la lujosa propiedad de la familia, pero ella le dice que no le dará más dinero. Jim considera pedirle dinero prestado a Frank (otro usurero) para consolidar sus deudas y ganar algo de tiempo, pero se niega a hacerlo. Jim convence a Roberta de que le dé lo suficiente para pagar sus deudas, sin expresar ninguna gratitud, y luego lo juega todo en un casino con Amy. Baraka secuestra a Jim atándolo y torturándolo, para luego darle un ultimátum: convencer a Lamar de ganar su semifinal de baloncesto universitario por un margen de 7 puntos o menos, o matará a Amy.
Jim acude a Frank, quien le aconseja que cambie su mentalidad hacia la vida y consiga suficiente dinero para construir una casa segura y hacer inversiones confiables de bajo rendimiento, para protegerse contra sus graves pérdidas de juego. Frank le presta $260.000 para pagar su deuda con Lee, pero también amenaza con matar a todos los que forman parte de la vida personal de Jim si no se lo devuelve. Los secuaces de Lee atacan a Jim cuando viene a pedirle a Lee que apueste $150.000, diciendo que la única forma de pagar la deuda total de $410.000 con Lee y Frank es apostando y ganando. Jim usa los $150,000 para sobornar a Lamar para que haga el plan de afeitado de puntos de baloncesto. Jim envía a Dexter a Las Vegas para apostar en el juego con los $260,000 que recibió de Frank. Lamar tiene éxito, por lo que Jim usa sus ganancias para pagar su deuda con Baraka, negando que sepa algo sobre la gran apuesta realizada en Las Vegas.
Jim convence a Lee y Frank de que se reúnan con él en un casino neutral, donde apuesta suficiente dinero para pagarles a ambos hombres (si gana) en una sola tirada de ruleta. Cuando gana, deja el dinero en el club para Lee y Frank diciendo: «No soy un jugador». El pago a Frank es más de lo que debía; Frank encuentra a Jim y se ofrece a devolverle la «crema», pero, para diversión de Frank, Jim responde: «Que te jodan». En un aparente subidón de adrenalina, Jim corre kilómetros por la ciudad para llegar al apartamento de Amy; está en bancarrota, pero libre de deudas.

## Reparto
- Mark Wahlberg como Jim Bennett.
- John Goodman como Frank.
- Brie Larson como Amy Phillips.
- Michael K. Williams como Neville Baraka.
- Jessica Lange como Roberta.
- Anthony Kelley como Lamar Allen.
- Alvin Ing como Lee.
- Domenick Lombardozzi como Ernie.
- Emory Cohen como Dexter.
- Steve Park como Two.
- Leland Orser como Larry.
- George Kennedy como Ed.

## Producción

### Desarrollo
En agosto de 2011, Paramount Pictures anunció una nueva versión de la película de The Gambler de 1974 con los productores originales, Irwin Winkler y Robert Chartoff. Se informó que Leonardo DiCaprio iba a protagonizarla y William Monahan escrbiría el guion.
En una entrevista en 2011, el guionista James Toback, anunció el estreno de una nueva versión de la película de 1974.
Scorsese dejó el proyecto y Todd Phillips estuvo en charlas a partir de agosto de 2012. En septiembre de 2013, el actor Mark Wahlberg y el director Rupert Wyatt expresaron interés en hacer la película.

### Elección del elenco
A partir del 17 de octubre de 2013, Brie Larson estaba en charlas para interpretar la protagonista femenina, junto a Mark Wahlberg. El 15 de enero de 2014, Emory Cohen se unió al elenco de la película.

### Filmación
El rodaje comenzó el 20 de enero de 2014. Mark fue visto durante la filmación el 21 de enero en Los Ángeles. El 3 de febrero de 2014, Wahlberg fue visto en el Centro de Los Ángeles. El 13 de febrero, Jessica Lange y Wahlberg fueron vistos de nuevo durante la filmación. El 13 de marzo, hubo una escena de baloncesto filmada en Los Ángeles.

### Música
El 8 de septiembre de 2014, se anunció que Jon Brion compondría la música de la película. Universal Music publicó una banda sonora para la película el 15 de diciembre.

## Estreno
La película tuvo su estreno mundial durante un festival en el Dolby Theatre en Los Ángeles el 10 de noviembre. El 5 de diciembre, Paramount anunció que la película sería estrenada en los cines el 25 de diciembre de 2014.
El 22 de octubre de 2014, se publicó el póster de la película.

## Recepción
La película recibió críticas mixtas. En Rotten Tomatoes, la película tiene un 45 % basado en 92 críticas, con un puntaje de 5.7/10. En Metacritic, la película tiene un 55 sobre 100, basado en 37 críticas.